# Bisdom Labuan Bajo
Het bisdom Labuan Bajo (Latijn: Dioecesis Portus Bajavensis) is een rooms-katholiek bisdom met als zetel Labuan Bajo, in Indonesië. Het bisdom is suffragaan aan het aartsbisdom Ende. 

## Geschiedenis
Het bisdom werd opgericht op 21 juni 2024, uit delen van het bisdom Ruteng.

## Parochies
Het bisdom had in 2024 een oppervlakte van 3.141 km2 en telde 275.903 inwoners waarvan 78,0% rooms-katholiek was.

## Bisschoppen
- Maksimus Regus (21 juni 2024 - heden)

## Galerij van afbeeldingen

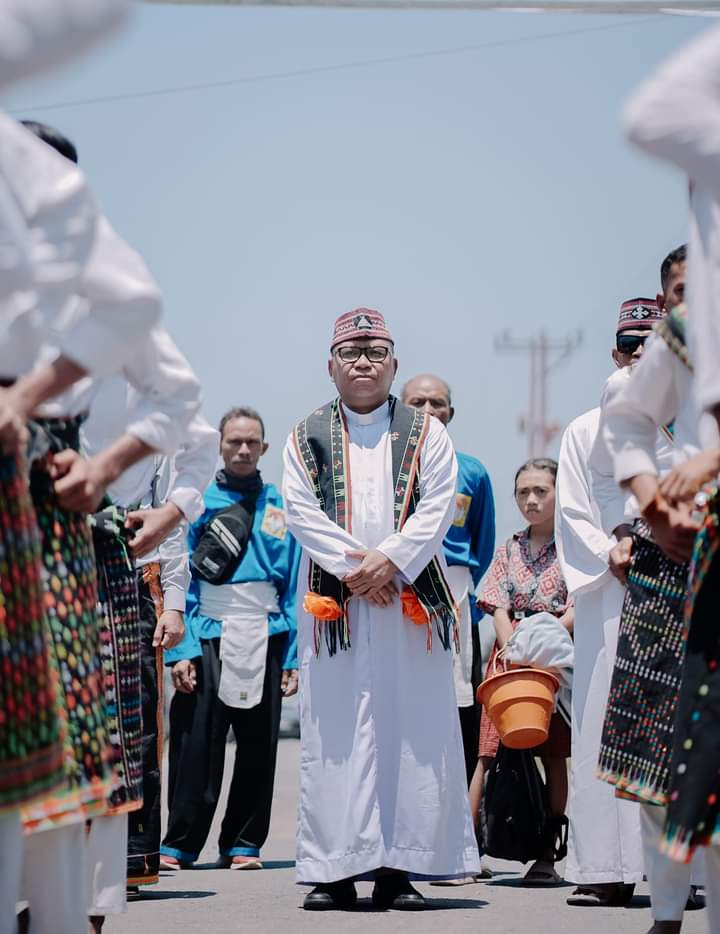
Bisschop Maksimus Regus (2024-heden)
Kerkprovincie met aartsbisdom en suffragane bisdommen

Ende (aartsbisdom) · Denpasar · Labuan Bajo · Larantuka · Maumere · Ruteng